# 7838 Feliceierman
7838 Feliceierman este un asteroid din centura principală de asteroizi.

## Descriere
7838 Feliceierman este un asteroid din centura principală de asteroizi. A fost descoperit pe 16 noiembrie 1993 la observatorul astronomic din Farra d'Isonzo. Asteroidul prezintă o orbită caracterizată de o semiaxă mare de 3,15 ua, o excentricitate de 0,06 și o înclinație de 21,1° în raport cu ecliptica.